# Université du Wisconsin à Richland Center
L'université du Wisconsin à Richland Center (en anglais : University of Wisconsin–Richland ou University of Wisconsin Center-Richland) est une université américaine située à Richland Center dans le Wisconsin.

## Source
- (en) Cet article est partiellement ou en totalité issu de l’article de Wikipédia en anglais intitulé « University of Wisconsin–Richland » (voir la liste des auteurs).